# YOSHIROTTEN
YOSHIROTTEN (よしろっとん、1983年–) は、日本のグラフィックアーティスト、アートディレクター。
クリエイティブスタジオYAR(ヤール)代表。

## 経歴
高校卒業後に上京し、専門学校へ進学。2008年に独立。グラフィック、WEB、映像などを軸にファッション、音楽、広告まで幅広く制作を行う。2015年夏、クリエイティブスタジオYAR (ヤール) を設立。グラフィックアーティストとしても活動しており、東京、ロンドン、ベルリンにて個展の開催、グループ展への参加もしている。2018年春には、TOLOT heuristic SHINONOME (東京) にて大規模個展「YOSHIROTTEN Exhibition “FUTURE NATURE”」を開催した。見えないものの可視化をテーマに作品を発表した本展は、400坪に及ぶ空間を用いた巨大インスタレーション作品から立体、映像、グラフィック作品を制作し、過去最大規模の個展となった。

## 主な作品

### イベント・キャーンペーン・エキシビション
- Jaguar type 00 TOKYO LAUNCH - 空間インスタレーション（2025年）
- XG 1st WORD TOUR “The First HOWL” - アートディレクション（2025年）
- La Lanterne d’Hermès à Ginza - アートディレクション（2024年）
- TASAKI 70th ANNIVERSARY EXHIBITION - アートディレクション（2024年）
- STAR WARS EXHIBITION ”PASSION STRENGTH POWER” - エキシビション/アートディレクション（2024年）
- MODE 2023 – グラフィック（2023年）
- Hermes Men's Summer Collection HERMES SPLASH TOKYO - アートディレクション/空間演出（2023年）
- MICUSRAT - Loves music and art IN MAKUHARI - SUN インスタレーション （2023年）
- SUN INSTALLATION IN 国立競技場 – インスタレーション（2023年）
- G-SHOCK 40TH ANNIVERSARY - キービジュアル(2023年)
- EPOCHS - オーディオ＆ビジュアル（2023年）
- HERMÈS／表参道店 – ビジュアル(2022年)
- TAKAY feat. YOSHIROTTEN「TOKYO HANABI」- エキシビション（2022年）
- Rainbow Disco Club - インスタレーション（2022年）
- Digital art fair in HK - エキシビション（2022年）
- Hermes Women's mini-Universe TECHNO EQUESTRE - アートディレクション/空間演出（2022年）
- Nike Training Club App - グラフィック（2022年）
- “おはようムードミューン” - インスタレーション/グラフィック（2021年）
- HERMÈS OMOTESANDO - アートディレクション （2021年）
- 空山基（Hajime Sorayama） x Mizuno 『WAVE PROPHECY SORAYAMA』 - アートディレクション （2021年）
- ASICS × F-LAGSTUF-F ASICSxF-LAGSTUF-F Collaboration - キャンペーンビジュアル/アートディレクション （2020年）
- CIBONE “＋CONNECT” - ビデオインスタレーション、アートディレクション（2020年）
- Onitsuka Tiger x VALENTINO - キャンペーンビジュアル（2020年）
- Katsuhiro Otomo × Kosuke Kawamura "AKIRA ART OF WALL"、PARCO Museum、東京 - アートディレクション（2019年）
- NIKE × sacai - アートディレクション/コラージュ（2019年）
- Porsche Taycan x IMMA - キャンペーンビジュアル/アートディレクション（2019年）
- Rainbow Disco Club - マーチャンダイズ・デザイン（2019-2021年）
- Radio Hermes- アートディレクション/デザイン/空間演出 (2019年)
- KOSUKE KAWAMURA-ARCHIVE-、PARCO Museum、東京 - アートディレクション/デザイン（2019年）
- Onitsuka Tiger 2019 Autumn Winter Collection “DOWNTOWN RAVE” - アートディレクション/デザイン/空間演出 (2019年)
- PHENOMENON:RGB、Laforet Museum、東京 - アートディレクション/デザイン（2019年）
- CASIO G-SHOCK 35th Anniversary FAN FESTA SHIBUYA 2018 - ポスター (2018年)
- Mercedes Benz A-Class Launch Exhibition - 空間演出 (2018年)
- HYPEFEST - ビジュアルアイデンティティ/映像/販促物 (2018年)
- SONOS x BEAMS SUMMER HOUSE PARTY SUMMER DAZE - キービジュアル/プロジェクション (2018年)
- AMAZON Fashion "AT TOKYO" - キービジュアル/映像/販促物 (2017年-2018年)
- PR01 TRADE SHOW - キービジュアル (2016年-2018年)
- CASIO G-SHOCK 35th Anniversary World Premier NY - キービジュアル (2017年)
- LQQK STUDIO「Gateway」- ポスター (2016年)
- Onitsuka Tiger「NOWARTT」キャンペーン - キービジュアル (2015年)
- Mercedez-Bentz Fashion Week Tokyo - キービジュアル (2014年-2015年)

### ファッション・ビューティー
- Rainbow Disco Club × YOSHIROTTEN CIRCLE RAINBOW T-SHIRTS - アートワーク（2024年）
- ELLE Hong Kong 2023 Aug issue. - アートディレクション（2023年）
- TIGHTBOOTH - アートワーク（2022年）
- OnitsukaTiger×うる星やつら - アートディレクション（2021年）
- NOCHINO OPTICAL - アートディレクション/デザイン（2021年）
- John master organics japan “Synesthesia” - インスターレーション/アートワーク（2021年）
- ENBAN TOKYO - アートディレクション（2021年）
- 1MW by SOPH. - アートディレクション/デザイン（2020年）
- UT for NEO - MIYAGE - アートワーク（2020年）
- SPUR / Maika Loubté - グラフィック（2020年）
- UT Billie Eilish by Takashi Murakami - キャンペーンビジュアル（2020年）
- Celvoke 2020 S/S Makeup Collection Limited Package - アートワーク （2020年）
- BEAMS - HARAJUKU BEAMS ALTERNATIVE COLLECTIVE 2020ss - “Light Tunnel”
- WOOLRICH 「WOOLRICHTOKYOARTBOOK - アートディレクション
- DRIES VAN NOTEN SPRING 2020 - グラフィック提供（2019年）
- BEAMS NEW PAPER “TOO MUCH HEAVEN” - アートディレクション/デザイン（2018年）
- AMBUSH® - アートワーク制作 (2017年)
- SUB-AGE - アートワーク制作 (2016年)
- HEAD PORTER PLUS - アートワーク制作 (2016年)
- wearablesticker - アートワーク制作 (2016年)
- JOHN LAWRENCE SULLIVAN - アートワーク制作 (2014年)
- OPENING CEREMONY - アートワーク制作 (2014年)
- BEAMS NEW PAPER- アートディレクション&アートワーク制作 (2018年)
- JOURNAL STANDARD - ルックブック (2016年–2017年)
- JUVENILE HALL ROLLCALL - ルックブック (2011年-2014年)
- SENSE OF PLACE by URBAN RESEARCH - ルックブックカバー・ショッピングバッグ(2014年)

### 雑誌・書籍
- DNP Graphic Art and Design - アートディレクション（2024年）
- MITSUKI ZINE 1000 NIGHTS -  アートディレクション（2022年）
- 『WERK(ヴェルク)』Magazine No.29 -  アートディレクション(2022年)
- WWD JAPAN CANADA GOOSE - INNER CITY WILDERNESS - アートディレクション (2018年)
- CONTACT HIGH ZINE - アートディレクション (2015年–2018年)
- 永瀬沙世「THE VOID」- 装丁 (2017年)
- NYLON JAPAN「kaela’s gallery」- アートディレクション&アートワーク制作 (2016年)
- Ollie Magazine「KICKS PARADISE」- アートワーク制作 (2016年)
- THE NEW ORDER MAGAZINE - フォトディレクション (2016年)
- 永瀬沙世「CUT-OUT」- 装丁 (2016年)
- WWD JAPAN - フォトディレクション (2015年)
- グラフィックデザイン2014 - 表紙アートワーク制作 (2014年)
- LODOWN MAGAZINE ISSUE #88 - 表紙&アートワーク制作 (2013年)

### 音楽
- 宇多田ヒカル「SCIENCE FICTION」 - アートワーク （2024年）
- Grace Aimi 「If」CD&デジタル - アートワーク （2021年）
- 佐藤千亜妃 「KOE」-  アートディレクション（2021年）
- CRUE-L RECORDS x WAVE 「CRUE-LWAVE」 - アートワーク、MVビデオ（2021年）
- kZm 「叫悲」 -  アートディレクション（2021年）
- Tempalay 「ゴーストアルバム」 - アートワーク（2021年）
- AJICO  - ロゴデザイン/アートディレクション（2021年）
- 佐藤千亜妃 「声」 - アートディレクション（2021年）
- Tempalay 「東京大万博」- アートワーク（2021年）
- UA  -  ロゴ・ウェブサイト アートワーク（2021年）
- BENI DANIELS 「MADE IN LOVE」 - アートディレクション（2020年）
- TEMPALAY - EDEN - ジャケット（2020年）
- GEZAN 「証明」- アートワーク（2020年）
- machìna「Willow」12" - アートディレクション（2019年）
- Tempalay「21世紀より愛をこめて」- CDジャケット (2019年)
- MIDI Provocateur「Episode 1」- デジタルジャケット (2019年)
- PAUL MAC「MESMERISM」- デジタルジャケット (2019年)
- Seahawks「Eyes of the Moon」- 12"レコードジャケット (2019年)
- Tempalay「なんて素晴らしき世界」- CDジャケット (2018年)
- 佐藤千亜妃 「SickSickSickSick」- CDジャケット (2018年)
- The Presets Tour - ライブ演出映像（2018年）
- AKIKO KIYAMA「JABARA」- デザイン＆アートワーク制作 (2018年)
- SOIL & “PIMP” SESSIONS feat. Yojiro Noda「ユメマカセ」- CDジャケット (2017年)
- Tempalay「from JAPAN 2」- CDジャケット (2017年)
- OKAMOTO’S「BROTHER」- CDジャケット (2016年)
- geek sleep sheep「kaleidoscope」- MVディレクター (2015年)
- Ykiki Beat「When the World is Wide」- CDジャケット (2015年)
- 14 GIGLO CD presented by DJ HELL - CDジャケット (2014年)
- Boys Noize「Ice R u/What You Want Remixes」- 12”レコードジャケット&ピクチャーレーコード (2014年)
- KOHH「DIRT II」- ポスター (2016年)
- TIGA「BUGATTI」- 12"レコードジャケット (2014年)
- Boys Noize「Out of the Black」- アルバムアートワーク制作 (2013年)
- m-flo 「NEVEN」- CDジャケット (2013年)
- OKAMOTO’S「JOY JOY JOY」- CDジャケット (2013年)
- The Beauty「Love In The Heart of The World Shoutt」- CDジャケット (2012年)
- Mademoiselle Yulia「Neon Spread 3」- CDジャケット (2012年)
- N’夙川BOYS「24hour」- EPスリーブ (2012年)
- iLL「Minimal Maximum」- CDジャケット (2010年)
- Stevie Wonder「Love Harmony & Enternity」- CDジャケット (2010年)
- THE LOWBROWS「Danse Macabre」- CDジャケット (2009年)

### 空間
- Otemachi One RING PARK（大手町） - インスタレーション（2024年）
- Hermes Men's Summer Collection HERMES SPLASH TOKYO（東京） - アートディレクション/空間演出（2023年）
- Jennie for Calvin Klein （韓国）- インスタレーション&外観デザイン（2023年）
- LANDMARK - MOON LANDING （香港）- アートディレクション (2023年)
- Hermes Omotesando -「ユメカウツツカ」Ciel! （表参道）-  ショーウィンドウ（2023年）
- GINZA SIX - XMAS "Hello Again"（銀座）- アートディレクション  (2023年)
- GINZA SIX ROOFTOP ART PARK （銀座）- アートディレクション（2023年）
- GINZA SIX 「WARMEST WISHES」（銀座）- アートディレクション（2022年）
- Hermes Women's mini-Universe TECHNO EQUESTRE - アートディレクション/空間演出（2022年
- ABA ISLAND SOUVENIR CLUB（沖縄）- アートディレクション（2021年）
- 0% TOKYO（六本木）- 空間デザイン with Kei Nagata (YAR) （2020年）
- A.T.A.D（原宿）- アートディレクション（2019年）
- 翠月 MITSUKI (渋谷) - 店舗デザイン&ブランディングデザイン (2019年)
- MADAM WOO (渋谷) - 店舗デザイン&ブランディングデザイン (2018年)
- BEAMS x SPACE SHOWER TV「PLAN B」- インスタレーション (2017年)
- DOMICILE TOKYO (原宿) - 店舗デザイン&ブランディングデザイン (2017年)
- LUMINE「FIND NEW FUTURE」(新宿) - ショーウィンドウ&イベント空間デザイン (2017年)
- BLOODY ANGLE (渋谷) - 店舗デザイン&ブランディングデザイン (2016年)
- NYAce Hotel (NYC) - 壁紙アートワーク制作 (2010年)

### 映像
- 宇多田ヒカル「Electricty」- ミュージックビデオ コンセプト＆アートディレクション（2024年）
- Jimmy Choo × Pretty Guardian Sailor Moon Returns - アートディレクション（2024年）
- 山下達郎 「SPARKLE」- ミュージックビデオ コンセプト＆アートディレクション（2023年）
- ザ・クロマニヨンズ「イノチノマーチ」- ミュージックビデオ コンセプト＆アートディレクション（2022年）
- BAO BAO ISSEY MIYAKE “PIXEL” SPRING SUMMER 2019 - キャンペーンムービー（2019年）
- Jan and Naomi「Forest」- ミュージックビデオ (2018年)
- Sasquatchfabrix. x Ninja Tune for BEAMS - プロモーションビデオ (2018年)
- Maika Loubté「Candy Haus」- ミュージックビデオ (2017年)
- MONDO GROSSO「TURN IT UP」- ミュージックビデオ (2017年)
- ASICS「30 YEARS OF GEL TECHNOLOGY」- プロモーションビデオ (2016年)
- LUCUA「1st Anniversary」- TVCM (2016年)
- TADZIO「DEATH DRIVE - KISSしちゃダメよ」- ミュージックビデオ (2015年)
- ACO「赤いよ」- ミュージックビデオ (2013年)
- OKAMOTO’S「JOY JOY JOY」- ミュージックビデオ (2013年)
- N’ 夙川 BOYS「The シーン」- ミュージックビデオ (2009年)
- 山下達郎「SPARKLE」- ミュージックビデオ（2023年）

### コラボレーション
- LOOP × YOSHIROTTEN Rainbow Disco Club - イヤープラグ限定ケース/アートワーク制作（2025年）
- Orthomol × YOSHIROTTEN - アートワーク制作 (2024年)
- 山口はるみ × YOSHIROTTEN  PARCO GRAND BAZAR - アートディレクション（2023年）
- McLaren GT × YOSHIROTTEN – 車/アートディレクション/イベント空間デザイン（2022年）
- G-SHOCK × YOSHIROTTEN  MUSIC NIGHT TOKYO – 腕時計/アートワーク制作 (2021年)
- TAKAY feat. YOSHIROTTEN「TOKYO HANABI」- エキシビション（2022年）
- Daido Moriyama × YOSHIROTTEN SHINJUKU RESOLUTION - エキシビション（2020年）
- Google - Japan Limited Collection YOSHIROTTEN for Google Pixel 3 限定ケース制作 (2018年)
- IQOS - 限定ケース/アートワーク制作 (2018年)
- Mika Ninagawa x YOSHIROTTEN「New Noir 2」- ZINE (2017年)
- THE NEW ORDER MAGAZINE - スカーフ/アートワーク制作(2016年)
- Kaleidoscope with TOYOTA Mirror Harrier by JKD - インスタレーション/アートワーク制作 (2015年)
- THIS IS ALEJANDRO JODOROWSKY - Tシャツ・トートバッグ/アートワーク制作 (2015年)
- ART FAIR TOKYO - ポスター/アートワーク制作 (2015年)
- NaNaNa x YOSHIROTTEN - iPhoneケース/アートワーク制作 (2015年)
- Mercedes-Benz smart forfour - 車/アートワーク制作 (2015年)

## 出版
- RGB BOOK - 画集 (2019年)
- DISCOVERY II - ZINE (2018年)
- GASBOOK33 YOSHIROTTEN - 作品集 (2018年)
- ALIEN - ZINE (2016年)
- Dance - ZINE (2016年)
- DISCOVERY I - ZINE (2016年)
- PAN MAGAZINE (2016年)
- GASBOOK28 YOSHIROTTEN - 作品集 (2013年)
- 1CCI - ZINE (2013年)

## 参加アートイベント
- 2021年 さどの島銀河芸術祭 - キービジュアル制作
- 2018年 ARIGATO SAKURA GAOKA Produced by ART PHOTO TOKYO - キービジュアル/アートワーク制作
- 2018年 HANKYU CREATORS WEEK CONTEMPORARY CHIC In Fashion Illustration - アートワーク制作
- 2017年 STAR WARS THE LAST JEDI ART SHOW TOKYO - キービジュアル/アートワーク制作
- 2016年 The Mothership Returns to Tokyo Parliament-Funkadelic Tribute Art Show - アートワーク制作
- 2016年 NIKE AIR MAX CON - アートワーク制作
- 2015年 ART FAIR TOKYO - アートワーク制作
- 2013年 JAXA COSMODE - アートワーク制作

## 主な作品展

### 個展
- 2024年 FUTURE NATURE II in Kagoshima、霧島アートの森美術館、鹿児島
- 2024年 Radial Graphics Bio、GINZA GRAPHIC GALLERY、東京
- 2023年 EASTEAST、東京
- 2022年 WAVE、東京
- 2022年 Cityscpae Resolution - Hong Kong by YOSHIROTTEN、THE SHOPHOUSE、香港、中国
- 2018年 YOSHIROTTEN Exhibition "FUTURE NATURE”、TOLOT heuristic SHINONOME、東京
- 2017年 Light Pit at RESTIR、RESTIR、東京
- 2016年 YOSHIROTTEN FLOATING FUTURE、McCann London、ロンドン
- 2013年 PUDDLE、CALM & PUNK GALLERY、東京

### グループ展
- 2024年 ETERNAL LIFE、南志閣芸術中心/NANZUKA ART INSTITUTE、上海
- 2024年 STAR WARS EXHIBITION ”PASSION STRENGTH POWER”、PARCO MUSEUM、東京
- 2021年 Mickey Mouse Now and Future、PARCO MUSEUM、東京
- 2021年 SADO ISLNAD GALAXY ART FESTIVAL、佐渡島、新潟
- 2021年 SHINJUKU RESOLUTION/WAVE/RGB YOSHIROTTEN EXHIBITION、HE ART MUSEUM、広州市、中国
- 2021年 CHAOS LAYER (Kosuke Kawamura x GUCCIMAZE x YOSHIROTTEN)、Gallery Tsukigime、東京
- 2021年 immaten、DIESEL ART GALLERY、東京
- 2020年 HARUMI YAMAGUCHI × YOSHIROTTEN "HARUMI’S WINTER" NANZUKA 2G、東京 - キュレーション/アートディレクション/デザイン
- 2020年 WAVE 2020、3331 Arts Chiyoda、東京
- 2020年 JP POP UNDERGROUND Curated by NANZUKA、PARCO EVENT HALL、大阪
- 2020年 GLOBAL POP UNDERGROUND Curated by NANZUKA、 PARCO MUSEUM TOKYO、東京
- 2019年 UTOPIE (Kosuke Kawamura Yoshirotten) for GRADATION、TENOHA DAIKANYAMA、東京
- 2019年 Misha Hollenbach × YOSHIROTTEN “Stone Circle Journal”、 From-5、東京
- 2019年 Tokyo Pop Underground、Jeffrey Deitch、NY
- 2019年 PHENOMENON:RGB、Laforet Musem、東京
- 2018年 ARIGATO SAKURAGAOKA Produced by ART PHOTO TOKYO、東京
- 2018年 HARUMI’S SUMMER 、Ginza Graphic Gallery、東京
- 2014年 As We Collide、UferHallen AG、ベルリン

### インスタレーション・ライブパフォーマンス
- 2019年 FUTURE NATURE × Melody As Truth Installation、Rainbow Disco Club、静岡

## 出演

### テレビ
- BSジャパン『ファッション通信』
- テレビ朝日『デザインコード』[1]
- BS 日テレ『TOKYO DESIGNERS WEEK.tv 茂木健一郎の発想の種 IMAGINE』 [2]

### ラジオ
- J-WAVE「CHINTAI TOKYO DISTRICT」ナビゲーター秋元梢[3]
- J-WAVE 81.3 FM 「JOURNAL STANDARD FIND ONE STYLE」ナビゲーターLicaxxx[4]
- InterFM897/Radio NEO/FM COCOLO「BEAMS TOKYO CULTURE STORY THE RADIO」ナビゲーター土井地博[5]